# Lecidea frustulenta
Lecidea frustulenta är en lavart som beskrevs av Hugo Magnusson. Lecidea frustulenta ingår i släktet Lecidea, och familjen Lecideaceae. Arten är reproducerande i Sverige.